# Uładzimir Batan
Uładzimir Iwanawicz Batan (biał. Уладзімір Іванавіч Батан, ros. Владимир Иванович Батан, Władimir Iwanowicz Batan; ur. 28 stycznia 1961 w Mordwinie w rejonie petrykowskim) – białoruski inżynier mechanik, w latach 2008–2012 deputowany do Izby Reprezentantów Zgromadzenia Narodowego Republiki Białorusi IV kadencji.

## Życiorys
Urodził się 28 stycznia 1961 roku we wsi Mordwin, w rejonie petrykowskim obwodu mohylewskiego Białoruskiej SRR, ZSRR. Ukończył Białoruski Instytut Mechanizacji Gospodarstwa Wiejskiego, uzyskując wykształcenie inżyniera mechanika. Pracę rozpoczął jako robotnik wszechstronny 2. stopnia w Petrykowskiej Mobilnej Kolumny Zmechanizowanej Nr 13. Następnie pracował jako członek kołchozu „Droga Lenina” w rejonie żłobińskim, naczelnik zmiany, mechanik bloku działów remontowych, mistrz ds. remontów sprzętu dźwigowego i konstrukcji metalowych działu remontowego sprzętu metalurgicznego w Białoruskich Zakładach Metalurgicznych w Żłobinie, starszy mistrz ds. remontów sprzętu metalurgicznego działów głównych i pomocniczych, kierownik działu remontów sprzętu metalurgicznego Białoruskich Zakładów Metalurgicznych.
27 października 2008 roku został deputowanym do Izby Reprezentantów Białorusi IV kadencji ze Żłobińskiego Okręgu Wyborczego Nr 40. Pełnił w niej funkcję członka Stałej Komisji ds. Przemysłu, Sektora Paliwowo-Energetycznego, Transportu, Łączności i Przedsiębiorczości. Od 13 listopada 2008 roku był członkiem Narodowej Grupy Republiki Białorusi w Unii Międzyparlamentarnej. Jego kadencja w Izbie Reprezentantów zakończyła się 18 października 2012 roku.

## Życie prywatne
Uładzimir Batan jest żonaty, ma syna.